# Tour d'Italie 1982

La 65e édition du Tour d'Italie s'est élancée de Milan le 13 mai 1982 et est arrivée à Turin le 6 juin. Long de 4 004,5 km, ce Giro a été remporté par le Français Bernard Hinault, déjà vainqueur en 1980, qui gagne en outre quatre étapes et le contre-la-montre par équipes avec son équipe Renault. Lauréat de son quatrième Tour de France un mois plus tard, il devient le quatrième coureur à réaliser le doublé Giro-Tour.

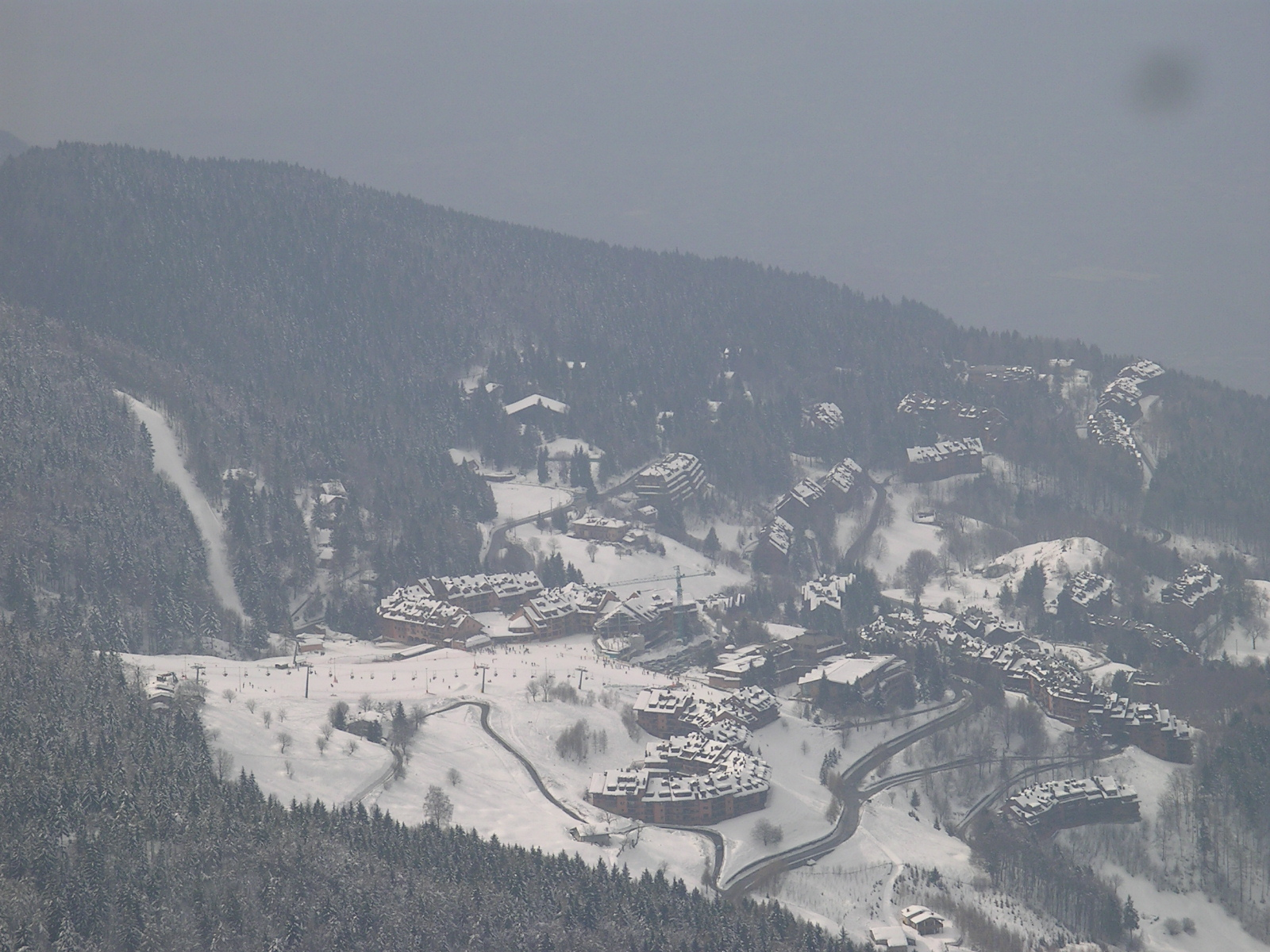
La station de Montecampione où Bernard Hinault triompha lors de la.

## La course
Au départ de Milan le 13 mai 1982, Bernard Hinault, de l'équipe Renault-Elf, a pour objectif de remporter son second Tour d'Italie et plus largement, de réussir le doublé Giro-Tour en juillet  prochain. Il a comme principaux adversaires les trois coureurs de l'équipe italienne Bianchi, à savoir Tommy Prim, Silvano Contini et Gianbattista Baronchelli.
Lors du prologue à Milan, l'équipe Renault-Elf remporte le contre-la-montre par équipes et Hinault prend le maillot rose. Il le laisse les jours suivants à ses coéquipiers Patrick Bonnet et Laurent Fignon, dont c'est à 22 ans, la première course par étapes. À Assise, lors de la troisième étape, Bernard Hinault remporte le contre-le-montre individuel en battant Tommy Prim de 11 secondes, Francesco Moser de 39 secondes et Silvano Contini d'une minute. Il reprend le maillot rose puis l'abandonne à nouveau sur les conseils de Cyrille Guimard, son directeur sportif. À  Campigliatello Silano, lors de la onzième étape, son coéquipier Bernard Becaas remporte l'étape. Le lendemain, Bernard Hinault gagne l'étape au sommet à Campitello Matese devant Mario Beccia  et reprend le maillot rose. Mais dans les Dolomites, à Boario Terme, Silvano Contini prend du temps à Hinault et lui ravit le maillot de leader.
Toutefois, lors de la dix-huitième étape, dans l'ascension finale qui mène à Montecampione, Hinault lâche Prim, Baronchelli, Contini et le grimpeur Lucien Van Impe. « Je ne peux pas suivre une moto » déclare ce dernier. Contini perd plus de 3 minutes sur Hinault qui reprend le maillot de leader. Le champion breton maîtrise ses adversaires lors de la dernière grosse étape de montagne qui passe par Vars, Izoard, Montgenèvre et Sestrières. Bernard Hinault remporte l'ultime contre-la-montre entre Pinerolo et Turin (42,5 km) en devançant Francesco Moser de 10 secondes et Urs Freuler de 14 secondes. Le 6 juin, il gagne à Turin son second Giro devant Tommy Prim de 2 minutes 35 secondes et Silvano Contini de 2 minutes 47 secondes. Laurent Fignon, quant à lui termine à une prometteuse 15e place, après avoir contribué à la victoire de son patron.

## Équipes participantes
| N.    | Code | Équipe           |
| ----- | ---- | ---------------- |
| 1-9   | INO  | Inoxpran         |
| 11-19 | ALF  | Alfa Lum         |
| 21-29 | ATA  | Atala-Campagnolo |
| 31-39 | BIA  | Bianchi          |
| 41-49 | CAM  | Bibione Stern Tv |
| 51-59 | DEL  | Del Tongo        |
| 61-69 | FAM  | Famcucine        |
| 71-79 | ZOR  | Zor              |
| 81-89 | GIS  | Gis Gelati       |

| N.      | Code | Équipe                           |
| ------- | ---- | -------------------------------- |
| 91-99   | HOO  | Hoonved-Bottecchia               |
| 101-109 | KEL  | Kelme                            |
| 111-119 | MET  | Metauro Mobili-Pinarello         |
| 121-129 | REN  | Renault-Elf                      |
| 131-139 | ROY  | Royal-Wrangler                   |
| 141-149 | SAM  | Sammontana-Benotto               |
| 151-159 | SEL  | Selle Italia-Chinol              |
| 161-169 | TRI  | Selle San Marco-Wilier Triestina |
| 171-179 | TER  | Termolan-Galli                   |

## Classement général
| Classement général final    | Classement général final |
| --------------------------- | ------------------------ |
| 1. Bernard Hinault          | 110 h 07 min 55 s        |
| 2. Tommy Prim               | à 2 min 35 s             |
| 3. Silvano Contini          | à 2 min 47 s             |
| 4. Lucien Van Impe          | à 4 min 31 s             |
| 5. Gianbattista Baronchelli | à 6 min 09 s             |
| 6. Giuseppe Saronni         | à 10 min 52 s            |
| 7. Mario Beccia             | à 11 min 08 s            |
| 8. Francesco Moser          | à 11 min 57 s            |
| 9. Marco Groppo             | à 14 min 43 s            |
| 10. Faustino Rupérez        | à 14 min 57 s            |
| 162 partants, 110 classés   |                          |

## Étapes
| Étape     | Date     | Villes étapes                        | km         | Vainqueur d'étape | Leader du classement général |
| Prologue  | 13 mai   | Milan                                | 16 (CLM/E) | Renault           | Bernard Hinault              |
| 1re étape | 14 mai   | Parme - Viareggio                    | 174        | Giuseppe Saronni  | Patrick Bonnet               |
| 2e étape  | 15 mai   | Viareggio - Cortone                  | 223        | Michael Wilson    | Laurent Fignon               |
| 3e étape  | 16 mai   | Pérouse - Assise                     | 37 (CLM)   | Bernard Hinault   | Bernard Hinault              |
| 4e étape  | 17 mai   | Assise - Rome                        | 169        | Urs Freuler       | Bernard Hinault              |
| 5e étape  | 18 mai   | Rome - Caserte                       | 213        | Urs Freuler       | Bernard Hinault              |
| 6e étape  | 19 mai   | Caserte - Castellammare di Stabia    | 130        | Silvano Contini   | Bernard Hinault              |
| 7e étape  | 20 mai   | Castellammare di Stabia - Diamante   | 226        | Francesco Moser   | Francesco Moser              |
| 8e étape  | 22 mai   | Taormine - Agrigente                 | 248        | Moreno Argentin   | Francesco Moser              |
| 9e étape  | 23 mai   | Agrigente - Palerme                  | 151        | Giuseppe Saronni  | Francesco Moser              |
| 10e étape | 24 mai   | Cefalù - Messine                     | 197        | Urs Freuler       | Francesco Moser              |
| 11e étape | 25 mai   | Palmi - Campigliatello Silano        | 229        | Bernard Becaas    | Francesco Moser              |
| 12e étape | 27 mai   | Cava dei Tirreni - Campitello Matese | 171        | Bernard Hinault   | Bernard Hinault              |
| 13e étape | 28 mai   | Campitello Matese - Pescara          | 184        | Silvano Contini   | Bernard Hinault              |
| 14e étape | 29 mai   | Pescara - Urbino                     | 248        | Guido Bontempi    | Bernard Hinault              |
| 15e étape | 30 mai   | Urbino - Comacchio                   | 190        | Silvestro Milani  | Bernard Hinault              |
| 16e étape | 31 mai   | Comacchio - San Martino di Castrozza | 243        | Vicente Belda     | Bernard Hinault              |
| 17e étape | 1er juin | Fiera di Primiero - Boario Terme     | 235        | Silvano Contini   | Silvano Contini              |
| 18e étape | 2 juin   | Pianborno - Plan di Montecampione    | 85         | Bernard Hinault   | Bernard Hinault              |
| 19e étape | 3 juin   | Boario Terme - Vigevano              | 162        | Robert Dill-Bundi | Bernard Hinault              |
| 20e étape | 4 juin   | Vigevano - Coni                      | 177        | Francesco Moser   | Bernard Hinault              |
| 21e étape | 5 juin   | Coni - Pignerol                      | 254        | Giuseppe Saronni  | Bernard Hinault              |
| 22e étape | 6 juin   | Pignerol - Turin                     | 42,5 (CLM) | Bernard Hinault   | Bernard Hinault              |

## Classements annexes
|                           |                  |                   |  |
| Classement par points     | Francesco Moser  | 247 pts           |  |
| Deuxième                  | Giuseppe Saronni | 207 pts           |  |
| Troisième                 | Bernard Hinault  | 171 pts           |  |
| Classement de la montagne | Lucien Van Impe  | 860 pts           |  |
| Deuxième                  | Bernard Hinault  | 380 pts           |  |
| Troisième                 | Silvano Contini  | 290 pts           |  |
| Classement des jeunes     | Marco Groppo     | 110 h 22 min 38 s |  |
| Deuxième                  | Laurent Fignon   | -                 |  |
| Troisième                 | Czesław Lang     | -                 |  |
| Classement par équipes    | Bianchi          | 330 h 35 min 38 s |  |
| Deuxième                  | Del Tongo        | -                 |  |
| Troisième                 | Famcucine        | -                 |  |

## Liste des coureurs
| Inoxpran | Alfa Lum | Atala |
| - 1 Guido Bontempi (Ita) ab - 2 Giorgio Aiardi (Ita) 77e - 3 Alfredo Chinetti (Ita) ab - 4 Giuliano Biatta (Ita) 67e - 5 Bruno Leali (Ita) 52e - 6 Luciano Loro (Ita) ab - 7 Luigino Moro (Ita) 101e - 8 Giancarlo Perini (Ita) ab - 9 Amilcare Sgalbazzi (Ita) 16e                           | - 11 Giuseppe Petito (Ita) ab - 12 Anders Adamsson (Sue) 90e - 13 Mauro Angelucci (Ita) 72e - 14 Giancarlo Baldoni (Ita) ab - 15 Vincenzo Cupperi (Ita) 96e - 16 Corrado Donadio (Ita) 80e - 17 Salvatore Maccali (Ita) ab - 18 Piero Onesti (Ita) 82e - 19 Michael Wilson (Aus) 43e                         | - 21 Giancarlo Casiraghi (Ita) 53e - 22 Walter Delle Casa (Ita) 95e - 23 Geir Digerud (Nor) ab - 24 Urs Freuler (Sui) 99e - 25 Pierino Gavazzi (Ita) ab - 26 Mario Noris (Ita) 93e - 27 Giovanni Renosto (Ita) 76e - 28 Giuseppe Lanzoni (Ita) 33e - 29 Paolo Rosola (Ita) ab                   |
| Bianchi | Bibione Stern TV | Del Tongo |
| - 31 Gianbattista Baronchelli (Ita) 5e - 32 Silvano Contini (Ita) 3e - 33 Aldo Donadello (Ita) 57e - 34 Alessandro Paganessi (Ita) ab - 35 Serge Parsani (Ita) 49e - 36 Tommy Prim (Sue) 2e - 37 Alessandro Pozzi (Ita) 29e - 38 Alf Segersäll (Sue) 66e - 39 Ennio Vanotti (Ita) 28e         | - 41 Dietrich Thurau (All) ab - 42 Jürgen Blasel (All) ab - 43 Uwe Bolten (All) 86e - 44 Göte Heine (All) ab - 45 Walter Hoffmann (All) ab - 46 Stefan Schropfer (All) 109e - 47 Marc Goossens (Bel) 92e - 48 Johan Wellens (Bel) ab - 49 Bert Pronk (Hol) 68e                                               | - 51 Luciano Borgognoni (Ita) ab - 52 Claudio Bortolotto (Ita) ab - 53 Roberto Ceruti (Ita) 21e - 54 Gabriele Landoni (Ita) 54e - 55 Leonardo Natale (Ita) 13e - 56 Wladimiro Panizza (Ita) 20e - 57 Giuseppe Saronni (Ita) 6e - 58 Guido Van Calster (Bel) 51e - 59 Gianluigi Zuanel (Ita) 84e |
| Famcucine | Zor | Gis Gelati |
| - 61 Francesco Moser (Ita) 8e - 62 Marino Amadori (Ita) 74e - 63 Piero Ghibaudo (Ita) ab - 64 Valerio Lualdi (Ita) ab - 65 Giovanni Mantovani (Ita) ab - 66 Palmiro Masciarelli (Ita) 23e - 67 Leonardo Mazzantini (Ita) 24e - 68 Dante Morandi (Ita) 94e - 69 Claudio Torelli (Ita) 31e      | - 71 Faustino Ruperez (Esp) 10e - 72 Pedro Muñoz Machín Rodríguez (Esp) ab - 73 Isidro Juarez del Moral (Esp) 56e - 74 Jesús Rodríguez Magro (Esp) 50e - 75 Ángel Ocaña (Esp) ab - 76 Alvaro Pino (Esp) 30e - 77 Guillermo De La Pena (Esp) 81e - 78 Eduardo Chozas (Esp) 19e - 79 Ángel Camarillo (Esp) 64e | - 81 Fabrizio Verza (Ita) 18e - 82 Leonardo Bevilacqua (Ita) 71e - 83 Noël Dejonckheere (Bel) 100e - 84 Simone Fraccaro (Ita) 65e - 85 Czeslaw Lang (Pol) 17e - 86 Maurizio Piovani (Ita) 48e - 87 Luciano Rabottini (Ita) 44e - 88 Ennio Salvador (Ita) 73e - 89 Eddy Schepers (Bel) 11e       |
| Hoonved Bottecchia | Kelme | Metauromobili |
| - 91 Mario Beccia (Ita) 7e - 92 Antonio Bevilacqua (Ita) 62e - 93 Emanuele Bombini (Ita) ab - 94 Robert Dill-Bundi (Sui) ab - 95 Giuseppe Faraca (Ita) 79e - 96 Luigi Ferreri (Ita) 108e - 97 Daniel Gisiger (Sui) 61e - 98 Silvestro Milani (Ita) 105e - 99 Benedetto Patellaro (Ita) ab     | - 101 Juan Fernandez (Esp) 37e - 102 Vicente Belda (Esp) ab - 103 Roy Schuiten (Hol) 87e - 104 Enrique Martínez Heredia (Esp) ab - 105 Carlos Greus Peris (Esp) ab - 106 Jaime Vilamajo (Esp) ab - 107 Juan Pujol (Esp) 46e - 108 José Recio (Esp) ab - 109 Jeronimo Ibanez (Esp) ab                         | - 111 Lucien Van Impe (Bel) 4e - 112 Vittorio Algeri (Ita) 85e - 113 Nazzareno Berto (Ita) 89e - 114 Hans D'Haes (Bel) 83e - 115 Marco Franceschini (Ita) 106e - 116 Marco Groppo (Ita) 9e - 117 Riccardo Magrini (Ita) ab - 118 Flavio Miozzo (Ita) 97e - 119 Nedo Pinori (Ita) ab             |
| Renault Elf | Royal Magniflex | Sammontana Benotto |
| - 121 Bernard Becaas (Fra) ab - 122 Charly Bérard (Fra) 42e - 123 Patrick Bonnet (Fra) 55e - 124 Lucien Didier (Lux) 41e - 125 Laurent Fignon (Fra) 15e - 126 Bernard Hinault (Fra) 1e - 127 Marc Madiot (Fra) 34e - 128 Jean-François Rodriguez (Fra) 26e - 129 Alain Vigneron (Fra) 39e     | - 131 Gody Schmutz (Sui) 14e - 132 Bruno Wolfer (Sui) ab - 133 Erich Maechler (Sui) 91e - 134 Fridolin Keller (Sui) 75e - 135 Daniel Muller (Sui) 88e - 136 Bernard Gavillet (Sui) 36e - 137 Acácio da Silva (Por) 78e - 138 Rudi Weber (ALL) 102e - 139 Peter Kehl (All) 103e                               | - 141 Roberto Visentini (Ita) ab - 142 Moreno Argentin (Ita) 38e - 143 Tullio Bertacco (Ita) 63e - 144 Maurizio Bertini (Ita) ab - 145 Pierangelo Bincoletto (Ita) ab - 146 Claudio Corti (Ita) 60e - 147 Raniero Gradi (Ita) ab - 148 George Mount (Usa) 47e - 149 Marino Polini (Ita) ab      |
| Selle Italia Chinol | Selle San Marco Wilier Triestina | Termolan Galli |
| - 151 Franco Chioccioli (Ita) 25e - 152 Tranquillo Andreetta (Ita) ab - 153 Cesare Cipollini (Ita) ab - 154 Ercole Mealli (Ita) 98e - 155 Jakob Bausager (Dan) 104e - 156 Per Bausager (Dan) 58e - 157 Vittorio Setti (Ita) 69e - 158 Mario Gazzola (Ita) ab - 159 Antonio Alfonsini (Ita) ab | - 161 Alfio Vandi (Ita) 12e - 162 Franco Conti (Ita) 45e - 163 Antonio D'Alonzo (Ita) ab - 164 Fiorenzo Favero (Ita) 70e - 165 Giuseppe Martinelli (Ita) ab - 166 Giuseppe Montella (Ita) 59e - 167 Sergio Santimaria (Ita) ab - 168 Claudio Savini (Ita) ab - 169 Giovanni Testolin (Ita) 22e               | - 171 Daniele Antinori (Ita) ab - 172 Daniele Caroli (Ita) 107e - 173 Davide Cassani (Ita) 40e - 174 Claudio Girlanda (Ita) ab - 175 Orlando Maini (Ita) 35e - 176 Enea Montanari (Ita) 110e - 177 Filippo Piersanti (Ita) ab - 178 Jørgen Marcussen (Dan) 32e - 179 Erminio Rizzi (Ita) 27e    |